# Румянцев, Александр Павлович
Александр Павлович Румянцев (17 января 1928, д. Зиновья Гора, Ленинградская область — 2010) — советский, российский педагог. Народный учитель СССР (1983).

## Биография
Александр Румянцев родился 17 января 1928 года в деревне Зиновья Гора (ныне Бокситогорский район Ленинградской области) в семье Павла Васильевича и Таисии Александровны Румянцевых.
В 1946 году закончил Тихвинское педагогическое училище и восемнадцатилетним юношей пришёл работать Новодеревенскую школу учителем начальных классов. В 1954 году окончил Ленинградский педагогический институт им. А. И. Герцена, факультет географии.
В 1946—1948 годах — учитель начальных классов в Пикалёвской школе, в 1949—1959 — учитель, директор Новодеревенской школы Бокситогорского района Ленинградской области.
В 1959 году переведён работать в Пикалёво. Школа, которую он возглавил, имела статус восьмилетней школы № 4. С 1965 года весь коллектив перешёл в новое здание (ул. Школьная, д.40), и школа стала средней. Занимал должность директора по 1999 год.
Умер в 2010 году.

## Награды и звания
- Заслуженный учитель школы РСФСР (1980)
- Народный учитель СССР (1983)
- Медаль «В ознаменование 100-летия со дня рождения Владимира Ильича Ленина»
- Отличник народного просвещения РСФСР
- «Человек года-98»
- Почётный гражданин Пикалёво

## Память
Школа № 4 носит имя А. П. Румянцева